# Château de l'Olivier
Le château de l'Olivier est un château situé à Rochecorbon (Indre-et-Loire). 
Il est inscrit au titre des monuments historiques par arrêté du 20 septembre 1946.